# Сибиу (окръг)
Сибиу е окръг (жудец) в областта Трансилвания в Румъния. Площта му е 5 432 km2, а населението – 401 168 души (по приблизителна оценка от януари 2020 г.).

## Градове
- Сибиу
- Медиаш
- Чиснъдие
- Авриг
- Агнита
- Тълмачу
- Думбръвени
- Копша Микъ
- Окна Сибиулуи